# Hirschstein
Hirschstein ist eine ländliche Gemeinde im Landkreis Meißen, Sachsen, im Einzugsgebiet der Sportstadt Riesa.

## Geographie

### Geographische Lage und Verkehr

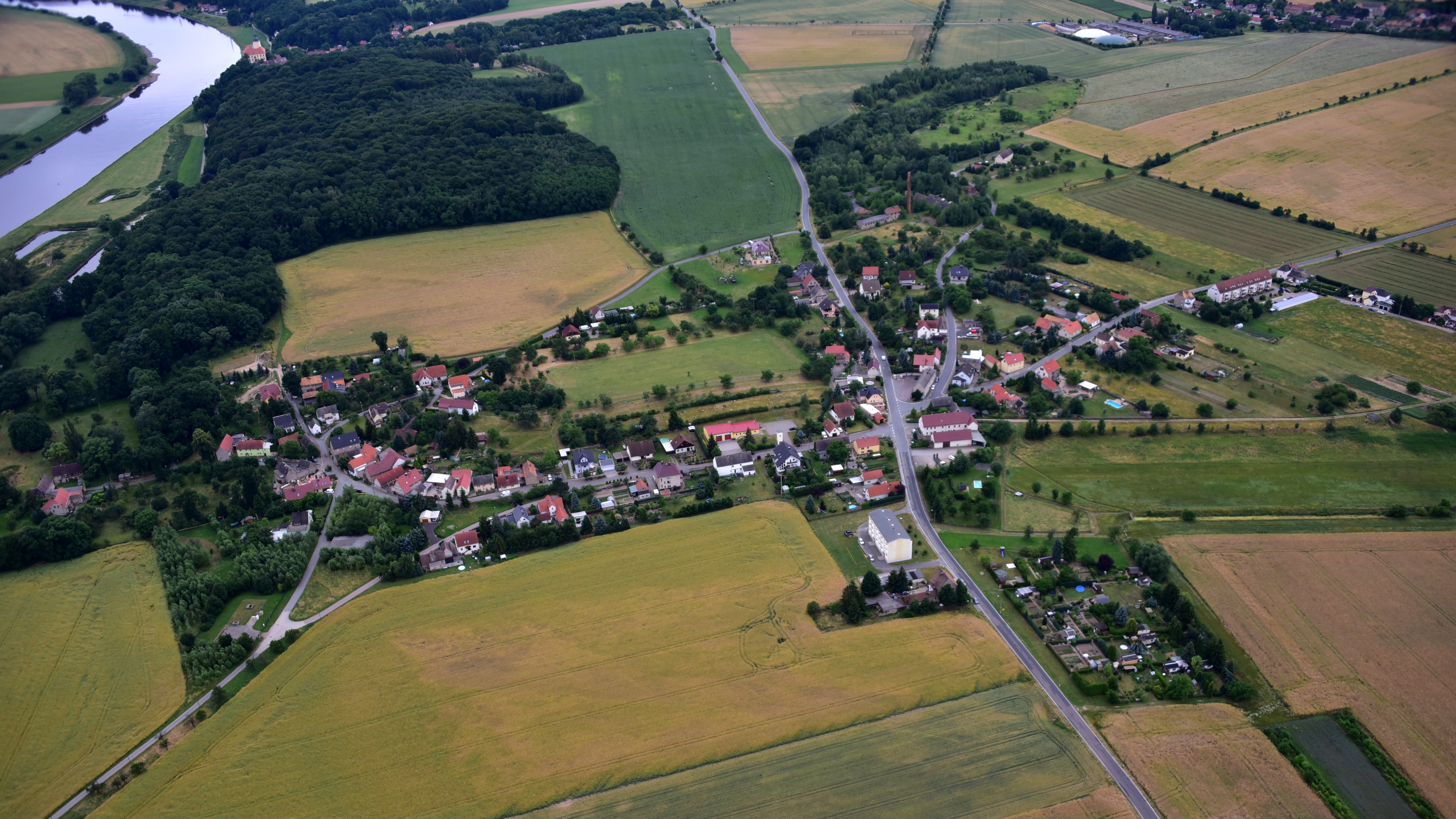
Althirschstein, Luftaufnahme (2017)

Die Gemeinde Hirschstein liegt im mittleren Teil des Landkreises Meißen, am nördlichen Rand der Lommatzscher Pflege und grenzt im Osten an der Elbe. Die Nachbarstädte sind Meißen (13 km) und Riesa (7 km). Die Bundesstraße 6 führt zwischen den Ortsteilen Mehltheuer und Pahrenz durch die Gemeinde. Busverbindungen bestehen nach Riesa und Meißen. Hirschstein gilt als eines der Elbweindörfer und ist wegen des am Elbufer verlaufenden Elberadweges auch von touristischer Bedeutung. Unterhalb des Schlosses Hirschstein befindet sich eine Bootsanlegestelle.

### Nachbargemeinden
|            | Riesa                                       |              |
| Stauchitz  | Kompassrose, die auf Nachbargemeinden zeigt | Nünchritz    |
| Lommatzsch |                                             | Diera-Zehren |

### Ortsgliederung
Amtliche Ortsteile der Gemeinde sind:
| - Althirschstein - Bahra - Böhla - Boritz - Heyda - Kobeln | - Mehltheuer - Neuhirschstein - Pahrenz - Prausitz - Schänitz |

## Wappen
Das Hirschsteiner Wappen ist ein künstliches Wappen, das nach dem Zusammenschluss der vorherigen Gemeinden Hirschstein und Prausitz erstellt wurde. Es zeigt den legendären Hirsch, den Kreuzstein nahe Boritz und eine Holländerwindmühle.

## Geschichte

### Althirschstein

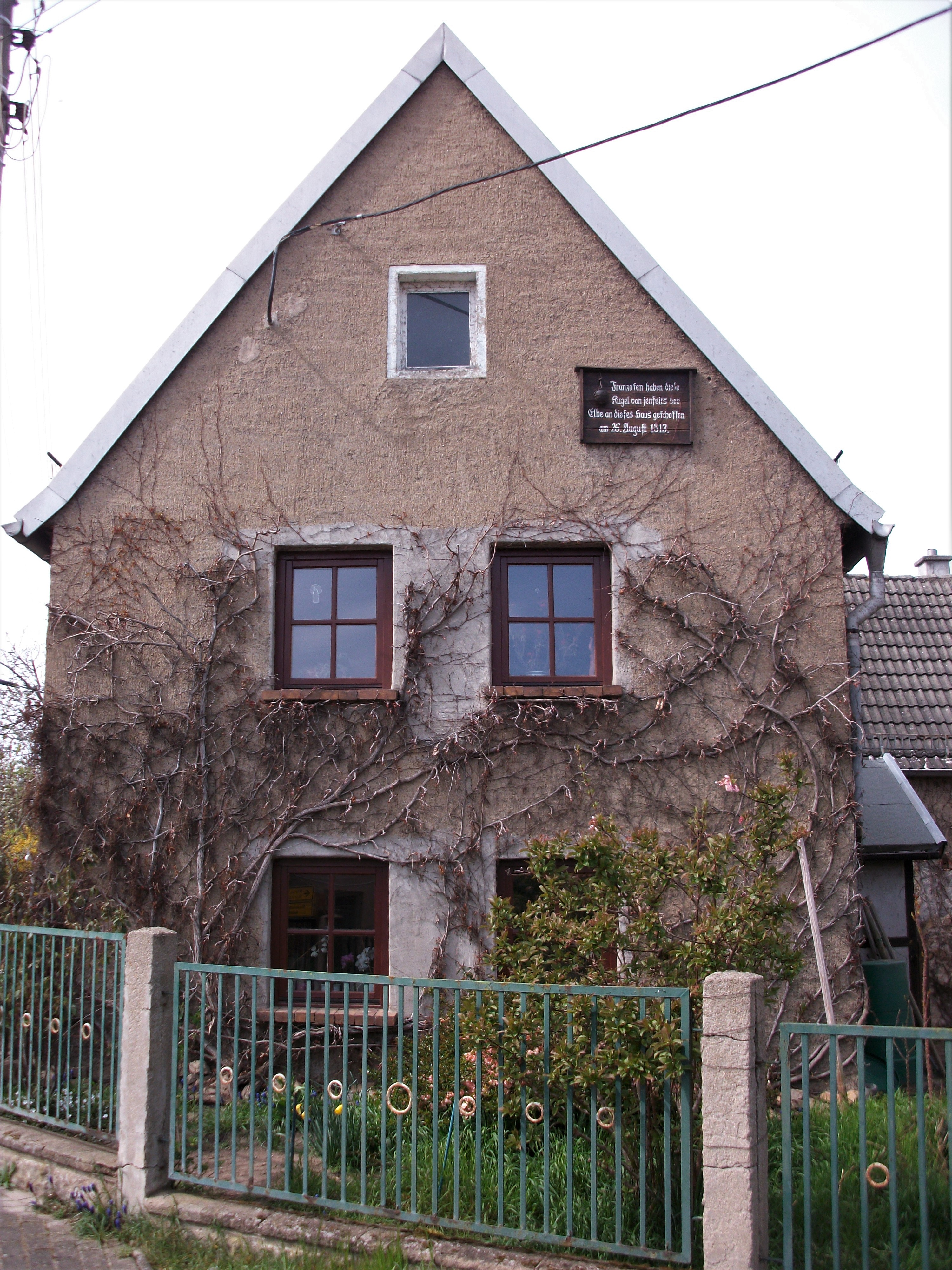
Althirschstein, Kanonenkugelhaus

Älteste Besiedlungsspuren für die Flur von Althirschstein stammen bereits aus der Steinzeit. Eine in einer Kiesgrube gefundene altsteinzeitliche Feuersteinklinge ist rund 100.000 Jahre alt und einziger Fund dieser Kulturepoche im Riesaer Raum. Sie befindet sich heute im Riesaer Heimatmuseum.
Der heutige Ort entstand im Mittelalter am linken Elbufer und wurde 1466 erstmals als Alden Herstein urkundlich erwähnt. Die gassendorfartige Gutssiedlung besitzt Block- u. Streifenflur und umfasste insgesamt eine Fläche von etwa 92 ha. Gemeinsam mit dem benachbarten Neuhirschstein zählte man 1551 13 Gärtner und 6 Inwohner. Eng verbunden blieb das Dorf mit dem Schloss Hirschstein, dessen Besitzer bis ins 19. Jahrhundert die Grundherrschaft besaßen. Die Verwaltung oblag dem Kreisamt Meißen, ab 1875 der Amtshauptmannschaft Meißen. Im Ort haben sich noch einige ältere Bauern- und Häusleranwesen erhalten. Am Giebel eines dieser Gebäude erinnert eine Kanonenkugel an das Jahr 1813, als französische Soldaten bei ihrem Rückzug aus Russland von der anderen Elbseite das Haus beschossen.

### Ortsteil Gosa
Zu Althirschstein gehört auch die kleine Siedlung Gosa. Der im 18. Jahrhundert als Gosa bzw. Gasa (1791) erwähnte Ort besteht nur aus wenigen Gebäuden und war zeitweise Standort einer Ziegelei und einer Windmühle. Der Ortsname ist vom deutschen Wort gose = trocken abgeleitet, was auf örtliche Gegebenheiten hindeutet. 1875 lebten hier 79 Einwohner. Amtlich gilt Gosa bereits im 19. Jahrhundert als Teil von Althirschstein und ist deshalb nicht als offizieller Ortsteil der Gemeinde Hirschstein ausgewiesen.

### Neuhirschstein

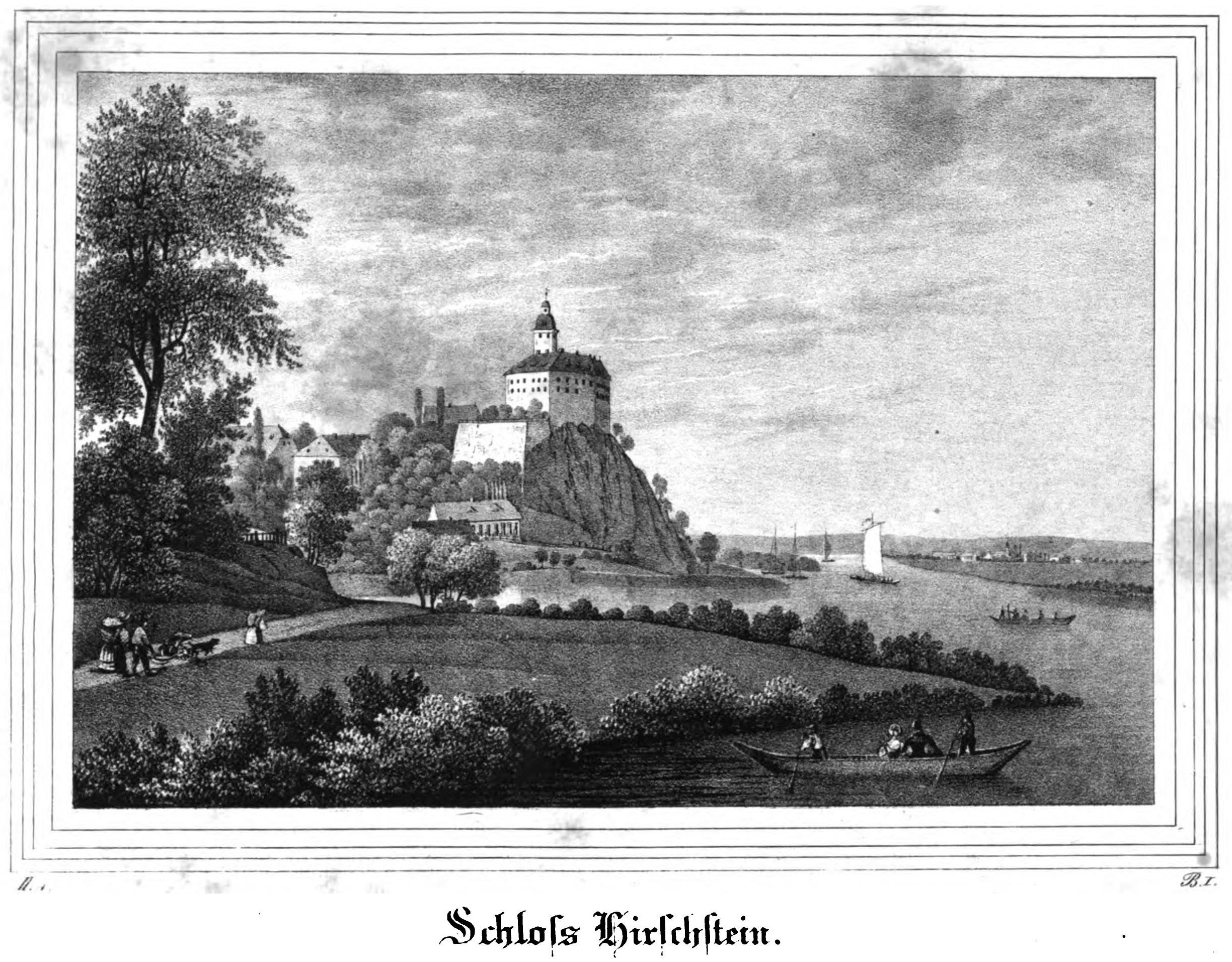
Schloss Hirschstein, Lithographie, um 1836

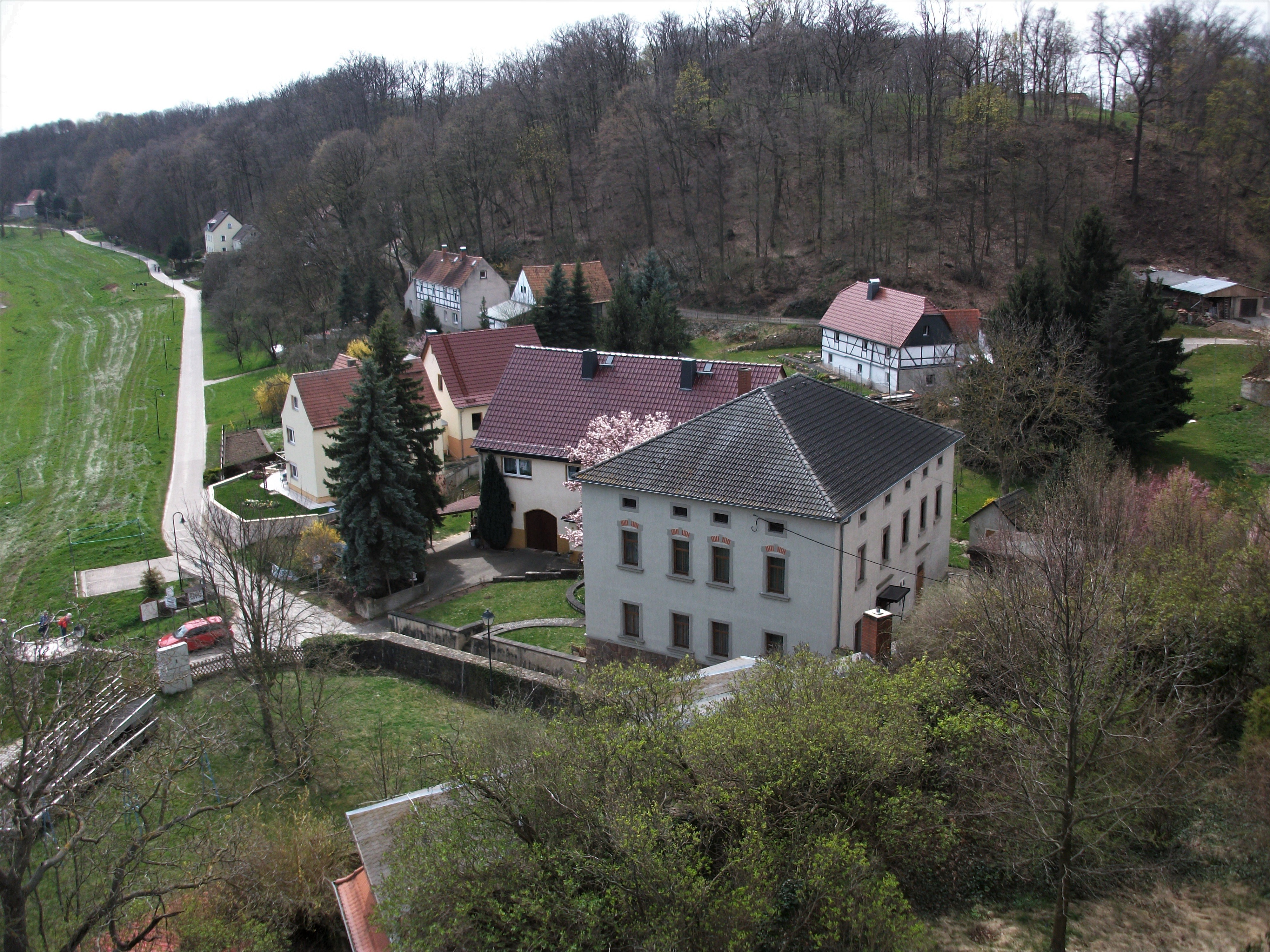
Blick auf Neuhirschstein

Auf dem Territorium des heutigen Ortsteils Neuhirschstein befinden sich die Überreste dreier historischer Wehranlagen. Die älteste liegt an der Gemarkungsgrenze zwischen Alt- und Neuhirschstein und stammt noch aus slawischer Zeit. Nach der Inbesitznahme der Region durch deutsche Siedler wurde ein weiterer Ringwall auf einer Felsklippe über dem Elbufer angelegt. Eine dritte Befestigung entstand ebenfalls auf einem Felssporn und war Ursprung des heutigen Schlosses Hirschstein. 1205 ist diese Burg erstmals urkundlich erwähnt. Ursprünglich diente sie als Grenzbefestigung nach Norden und zur Absicherung der deutschen Herrschaft gegenüber der slawischen Bevölkerung, entwickelte sich später jedoch zum Mittelpunkt einer Rittergutsherrschaft und wurde so zum Wohnschloss umgebaut. 1291 starb hier Friedrich Tuta, Markgraf von Meißen, nach einer Jagd, der Legende nach dem Genuss von vergifteten Kirschen.
Um das Schloss entstand eine kleine Tagelöhner- und Gutsarbeitersiedlung, die im Jahr 1551 erstmals als Nau Hirstein urkundlich erwähnt ist. Hier befand sich auch das Lehnsgut, dem die umliegenden Dörfer zugeordnet waren und Abgaben und Frondienste leisten mussten. Ebenso wie das benachbarte Althirschstein gehörte auch Neuhirschstein zum Amt Meißen und wurde 1875 der Amtshauptmannschaft Meißen zugeordnet. Kirchlich gehörten beide Dörfer zur Boritzer Kirche (ab 1930 Kirchgemeinde Boritz-Leutewitz).
Vom 7. Oktober 1943 bis 4. März 1944 vor dem Ende des Zweiten Weltkrieges existierte im Ort Meißen-Neuhirschstein ein Außenlager des KZ Flossenbürg, dessen 350 Häftlinge Zwangsarbeit für die SS am Schloss Neuhirschstein verrichten mussten. Das KZ-Außenlager hatte den Tarnnamen Haus Elbe.

### Bevölkerungsentwicklung bis 1925
| Jahr | Einwohner Althirschstein | Einwohner Neuhirschstein                  |
| ---- | ------------------------ | ----------------------------------------- |
| 1551 | 13 Gärtner, 6 Inwohner   | siehe Althirschstein                      |
| 1764 | 12 Gärtner, 11 Häusler   | 4 besessene(r) Mann, 9 Gärtner, 9 Häusler |
| 1834 | 199 (mit Rittergut)      | 173 (ohne Rittergut)                      |
| 1871 | 200                      | 249                                       |
| 1890 | 240                      | 256                                       |
| 1910 | 228                      | 204                                       |
| 1925 | 254                      | 252                                       |

### Eingemeindungen
Alt- und Neuhirschstein bewahrten bis 1935 ihre Eigenständigkeit und wurden dann nach Boritz bzw. Bahra eingemeindet. Im Zweiten Weltkrieg diente Schloss Hirschstein von 1944 bis 1945 als Gefängnis für den König Leopold von Belgien mit seiner Familie, der hier interniert war. Im Zuge einer Verwaltungsreform in der DDR wurden Boritz mit seinem Ortsteil Althirschstein sowie Bahra mit Neuhirschstein 1952 dem neugebildeten Kreis Riesa zugeordnet. Dieser ging 1994 im Landkreis Riesa-Großenhain auf. Im gleichen Jahr vereinigten sich Boritz und Bahra zur Gemeinde Hirschstein. Am 1. April 1996 wurde diese in die Gemeinde Mehltheuer eingegliedert und am 1. Oktober 1996 wiederum in Hirschstein umbenannt.
Am 1. März 1951 wurden die benachbarten Dörfer Kobeln und Pahrenz nach Prausitz eingemeindet. Diese drei Orte gehörten wie Mehltheuer und Heyda ebenfalls ab 1952 zum Kreis Riesa und ab 1994 zum Landkreis Riesa-Großenhain. Die Gemeinde Mehltheuer wurde am 1. Januar 1994 mit der Nachbargemeinde Prausitz verschmolzen, zum 1. März des gleichen Jahres kam Heyda als dritter Ortsteil hinzu. Eine weitere Vergrößerung des Gemeindegebietes ergab sich mit der Eingliederung der Gemeinde Hirschstein mit ihren Ortsteilen in die Gemeinde Mehltheuer am 1. April 1996. Zum 1. Oktober 1996 gab sich die Gemeinde Mehltheuer den Namen Hirschstein.
| Ehemalige Gemeinde | Datum      | Anmerkung                                                                                    |
| ------------------ | ---------- | -------------------------------------------------------------------------------------------- |
| Althirschstein     | 01.11.1935 | Eingemeindung nach Boritz                                                                    |
| Bahra              | 01.03.1994 | Zusammenschluss mit Boritz zur Gemeinde Hirschstein                                          |
| Böhla              |            | Siedlung ist aus einem zu Bahra gehörigen Einzelgut entstanden                               |
| Boritz             | 01.03.1994 | Zusammenschluss mit Bahra zur Gemeinde Hirschstein                                           |
| Gosa               | vor 1875   | Eingemeindung nach Althirschstein                                                            |
| Heyda              | 01.03.1994 | Eingemeindung nach Mehltheuer                                                                |
| Hirschstein        | 01.04.1996 | Eingemeindung nach Mehltheuer, am 1. Oktober 1996 Umbenennung dieser Gemeinde in Hirschstein |
| Kobeln             | 01.03.1951 | Eingemeindung nach Prausitz                                                                  |
| Mehltheuer         | 01.01.1994 | Zusammenschluss mit Prausitz zu Mehltheuer,                                                  |
| Neuhirschstein     | 01.11.1935 | Eingemeindung nach Bahra                                                                     |
| Pahrenz            | 01.03.1951 | Eingemeindung nach Prausitz                                                                  |
| Prausitz           | 01.01.1994 | Zusammenschluss mit Mehltheuer zu Mehltheuer                                                 |
| Schänitz           | 01.11.1935 | Eingemeindung nach Boritz                                                                    |

## Politik

### Gemeinderat
Nach der Gemeinderatswahl am 9. Juni 2024 ist die Sitzverteilung im Gemeinderat wie folgt:
- Regionalbauernverband: 4 Sitze
- AfD: 4 Sitze
- Wählergemeinschaft Mehltheuer: 4 Sitze
- CDU: 1 Sitz (ein Sitz bleibt mangels Kandidaten unbesetzt)

Das Wahlergebnis war 2024 ausgesprochen knapp: Die AfD erhielt mit 1'000 Stimmen nur eine Stimme weniger als der Regionalbauernverband.
| Partei/Liste                                                     | 2024  | 2024  | 2019  | 2019  | 2014  | 2014  |
| Partei/Liste                                                     | %     | Sitze | %     | Sitze | %     | Sitze |
| ---------------------------------------------------------------- | ----- | ----- | ----- | ----- | ----- | ----- |
| Regionalbauernverband Elbe/Röder e. V. (RBV)                     | 29,2  | 4     | 38,1  | 6     | 17,9  | 3     |
| Wählervereinigung Mehltheuer „Vereinigte Dorfgemeinschaft“ (WVM) | 25,8  | 4     | 23,8  | 3     | 23,0  | 3     |
| Christlich Demokratische Union (CDU)                             | 15,8  | 1     | 19,2  | 3     | 33,1  | 5     |
| Alternative für Deutschland (AfD)                                | 29,2  | 4     | 18,9  | 2     | –     | –     |
| Für eine starke Gemeinde Hirschstein (SGH)                       | –     | –     | –     | –     | 20,6  | 3     |
| Die Linke                                                        | –     | –     | –     | –     | 5,5   | 0     |
| Gesamt                                                           | 100,0 | 13    | 100,0 | 14    | 100,0 | 14    |
| Wahlbeteiligung (in %)                                           | 74,5  | 74,5  | 71,6  | 71,6  | 60,2  | 60,2  |

### Bürgermeister
Conrad Seifert (CDU) wurde im Juni 2015 zum Nachfolger von Christine Gallschütz (CDU) gewählt. 2022 wurde er mit 83,3 Prozent im Amt bestätigt.
| Wahl | Bürgermeister                      | Vorschlag | Wahlergebnis (in %) |
| ---- | ---------------------------------- | --------- | ------------------- |
| 2022 | Hugo Heinz Eberhard Conrad Seifert | CDU       | 83,3                |
| 2015 | Hugo Heinz Eberhard Conrad Seifert | CDU       | 58,7                |
| 2008 | Christine Gallschütz               | CDU       | 97,6                |
| 2001 | Christine Gallschütz               | CDU       | 79,2                |
| 1994 | Margret Wachs                      | Wachs     | 47,7                |

## Kultur und Sehenswürdigkeiten
- siehe auch: Liste der Kulturdenkmale in Hirschstein
- Schloss Hirschstein
- Schlosspark mit Mausoleum und frühgeschichtlicher Wehranlage
- Holländerwindmühle Pahrenz
- Bauernmuseum Boritz
- Dorfkirche Heyda
- 10 Osterbrunnen in den Ortsteilen zur Osterzeit[14]

## Wirtschaft
Im Ortsteil Heyda produziert die Fahrzeugmanufaktur Sachsen seit 2009 einen Nachbau des AC Cobra.

## Vereine und Initiativen
- Bürgerinitiative „Deponie Althirschstein“ (BIDA)
- GRÜNE LIGA Hirschstein e. V.
- Gesangsverein Prausitz 1896 e. V.
- SV Hirschstein
- DFC Mehltheuer

### Regelmäßige Veranstaltungen
- Osterbrunnen schmücken in allen Ortsteilen
- Ostermarkt am Schloss Hirschstein
- Konzerte auf dem Kulturboden am Schloss Hirschstein
- das jährliche „Weihnachtsmannwecken“ am Tag des offenen Denkmals mit vielen Händlern und Mitmach-Angeboten für Kinder und Familien
- Lampionumzug der Grundschule „Franciscus Nagler“ Prausitz im Herbst
- Lehmgrubenfest der BIDA in Althirschstein
- Mühlenhoffest und Deutscher Mühlentag an der Windmühle in Pahrenz jeweils am Pfingstsonntag und am Pfingstmontag
- Straßenfest Heyda
- Froschfest Pahrenz